# Luật tục người Ê Đê
Luật tục người Ê Đê là một văn bản thành văn của người đồng bào dân tộc thiểu số Ê Đê ở Tây Nguyên.

## Cơ cấu
Có 236 điều của luật tục đã được sắp xếp thành 11 chương. Xuất phát từ một thực tế là do trình độ sản xuất thấp kém nên những quan hệ dân sự trong cộng đồng người Ê Đê còn rất mờ nhạt, đặc biệt là quan hệ trao đổi hàng hóa (mua bán, vay mượn), chỉ được quy định trong 6 điều, từ điều 186 đến điều 191 với nội dung rất đơn giản. Số lượng điều luật chiếm nhiều nhất và cũng chặt chẽ nhất là những điều luật quy định về Hôn nhân và gia đình (54 điều), đó là nhóm quan hệ xã hội rường cột nhất chi phối đời sống của từng cá nhân trong cộng đồng. Có thể thấy rằng, luật tục đã rất xem trọng yếu tố con người trong mối tương quan với thế giới tự nhiên, với cộng đồng và tín ngưỡng. Thứ đến là vấn đề sở hữu tài sản, được quy định trong 38 điều, nhưng đó là tài sản của gia đình mẫu hệ. Mọi của cải trong gia đình đều thuộc quyền quản lý của mẹ hay người đại diện cho mẹ là chị cả. Việc thừa kế tài sản cũng được tính theo dòng mẹ. Một phần của cải của người chồng đã chết cũng phải đem trả về cho mẹ hay chị em gái của anh ta (điều 182). Nhóm những điều luật chiếm vị trí thứ 3 về số lượng với 33 điều quy định mối quan hệ giữa người đứng đầu buôn với các thành viên, nhằm đảm bảo kỷ cương, đảm bảo quyền dân chủ, bình đẳng trong quan hệ cộng đồng buôn làng. Điều nặng nhất của luật này là đuổi khỏi làng.